# RAC Tourist Trophy 1933
Le RAC Tourist Trophy 1933 est la 12e édition de la course automobile annuelle du Royal Automobile Club d'Angleterre. Elle a eu lieu le 2 septembre 1933 à Belfast, en Irlande du Nord.

## Catégories et distances à parcourir
En fonction de leurs catégories respectives, les pilotes avaiant à faire un nombre différent de tours à parcourir. Celui qui parcourait en premier le total des tours qui lui est imparti remporte l'épreuve.
| Catégorie | Cylindrées    | Tours |
| --------- | ------------- | ----- |
| A         | Plus de 8,0 l | 30    |
| B         | 5,0–8,0 l     | 30    |
| C         | 3,0–5,0 l     | 30    |
| D         | 2,0–3,0 l     | 30    |
| E         | 1,5–2,0 l     | 30    |
| F         | 1,1–1,5 l     | 30    |
| G         | 0,75–1,1 l    | 30    |
| H         | 0,5–0,75 l    | 30    |

## Classement de la course
| Pos. | no | Pilote                        | Voiture                           | Écurie                            | Tours | Temps / Abandon                  | Catégorie      |
| ---- | -- | ----------------------------- | --------------------------------- | --------------------------------- | ----- | -------------------------------- | -------------- |
| 1    | 17 | Tazio Nuvolari                | MG Magnette K3                    | Whitney Straight                  | 35    | 5 h 56 min 34 s 0 (126,581 km/h) | G (0,75–1,1 l) |
| 2    | 25 | Hugh Hamilton                 | MG Midget J4                      | H. C. Hamilton                    | 35    | 5 h 57 min 14 s 0                | H (0,5–0,75 l) |
| 3    | 5  | Tim Rose-Richards             | Alfa Romeo 8C 2300                | T. E. Rose-Richards               | 35    | 6 h 10 min 6 s 0                 | D (2,0–3,0 l)  |
| 4    | 19 | Eddie Hall                    | MG Magnette K3                    | E. R. Hall                        | 35    | 6 h 12 min 14 s 0                | G (0,75–1,1 l) |
| 5    | 4  | Francis Curzon                | Alfa Romeo 8C 2300 LM             | Count Giovanni Lurani             | 35    | 6 h 18 min 1 s 0                 | D (2,0–3,0 l)  |
| 6    | 14 | Bobbie Baird                  | Riley Brooklands 9                | Victor Gillow                     | 35    | 6 h 24 min 21 s 0                | G (0,75–1,1 l) |
| 7    | 18 | George Manby-Colegrave        | MG Magnette K3                    | G. F. A. Manby-Colegrave          | 35    | 6 h 24 min 31 s 0                | G (0,75–1,1 l) |
| 8    | 8  | Cyril Whitcroft               | Riley TT6                         | V. Riley                          | 35    | 6 h 27 min 7 s 0                 | F (1,1–1,5 l)  |
| Dsq. | 16 | Freddie Dixon                 | Riley Brooklands 9 Speciale Dixon | F. W. Dixon                       | 35    |                                  | G (0,75–1,1 l) |
| Abd. | 23 | Luis Fontés                   | MG Midget J4                      | L. Fontés                         |       | Moyeu                            | H (0,5–0,75 l) |
| Abd. | 27 | H. R. Attwood                 | MG Midget                         | H. R. Attwood                     |       |                                  | H (0,5–0,75 l) |
| Abd. | 7  | George Eyston                 | Riley TT6                         | V. Riley                          | 33    |                                  | F (1,1–1,5 l)  |
| Abd. | 10 | Edgar Maclure                 | Riley TT6                         | V. Riley                          | 33    |                                  | F (1,1–1,5 l)  |
| Abd. | 20 | R. A. Yallop                  | MG Magnette K3                    | R. A. Yallop                      | 33    |                                  | G (0,75–1,1 l) |
| Abd. | 9  | Chris Staniland               | Riley TT6                         | V. Riley                          | 32    | Accident                         | F (1,1–1,5 l)  |
| Abd. | 28 | John Ludovic Ford             | MG Midget C                       | J. L. Ford                        | 22    | Moteur                           | H (0,5–0,75 l) |
| Abd. | 1  | Anthony Lace                  | Invicta S                         | Privé                             | 20    | Vilebrequin                      | C (3,0–5,0 l)  |
| Abd. | 22 | Stan Hailwood                 | MG Midget                         | S. W. B. Hailwood                 | 20    |                                  | H (0,5–0,75 l) |
| Abd. | 2  | George Field                  | Invicta S                         | F. Abecassis                      | 18    | Joint                            | C (3,0–5,0 l)  |
| Abd. | 26 | S. A. Crabtree                | MG Midget                         | S. A. Crabtree                    | 17    |                                  | H (0,5–0,75 l) |
| Abd. | 12 | Victor Gillow                 | Riley Brooklands 9                | Victor Gillow                     | 14    | Accident                         | G (0,75–1,1 l) |
| Abd. | 30 | William Sullivan              | Sullivan Special Morris Minor     | W. Sullivan                       | 14    | Compresseur                      | H (0,5–0,75 l) |
| Abd. | 29 | D. K. Mansell                 | MG Midget                         | D. K. Mansell                     | 12    | Tube d'huile                     | H (0,5–0,75 l) |
| Abd. | 3  | Brian Lewis                   | Alfa Romeo 8C 2300                | N. Rees and A. W. Fox             | 10    | Essieu arrière                   | D (2,0–3,0 l)  |
| Abd. | 24 | T. Simister                   | MG Midget                         | T. Simister                       | 9     | Accident                         | H (0,5–0,75 l) |
| Np.  | 6  | Whitney Straight              | Maserati                          | Whitney Straight                  |       | Non partant                      | D (2,0–3,0 l)  |
| Np.  | 11 | « V. Karachi »                | Alvis                             | « V. Karachi »                    |       | Non partant                      | F (1,1–1,5 l)  |
| Np.  | 15 | Hector Dobbs                  | Riley Brooklands 9                | H. G. Dobbs                       |       | Non partant                      | G (0,75–1,1 l) |
| Np.  | 21 | Tommy Horton                  | MG Magnette K3                    | R. T. Horton                      |       | Non partant                      | G (0,75–1,1 l) |
| Np.  | 31 | R. A. Jensen                  | Sullivan Special Morris Minor     | Major R. G. Heyn                  |       | Non partant                      | H (0,5–0,75 l) |
| Np.  | 37 | J. G. C. Low G. H. S. Balmain | MG Midget                         | G. H. S. Balmain and J. G. C. Low |       | Accident aux essais              | H (0,5–0,75 l) |
| Np.  |    | Robin Mere                    | MG Magnette K3                    | Robin Mere                        |       | Non partant                      | G (0,75–1,1 l) |